# Ingrid Filanová
Ingrid Filanová (rozená Žirková, 15. duben 1956 Bratislava) je slovenská herečka.
V roce 1979 absolvovala herectví na VŠMU v Bratislavě. V letech 1979–1989 působila v Divadle Jana Palárika v Trnavě, pak se rozhodla věnovat rodině. V roce 2004 nastoupila jako host do činohry Divadle Jana Palárika. Ztvárnila role královny v pohádce Pyšná princezna, paní Argantovou v inscenaci Falešné důvěrnosti a Rozálii v černé komedii Rodinné štěstí. Vdala se za textaře Borise Filana, s nímž má syna Olivera.

## Filmografie
- 1980: Hodiny, jako Lucia
- 1981: Fénix, jako Blanka
- 1981: Soudím tě láskou, jako Končeková
- 2008: Ordinace v růžové zahradě (televizní seriál)
- 2009: V mene zákona (televizní seriál)